# Кривопілля
Кривопі́лля (до 1958 р.— Кривополе) — село в Україні, у Верховинській селищній громаді Верховинського району Івано-Франківської області. Голова Кривопільської сільської ради — Юрій Юрійович Стефурак.

## Географія
Розташоване в північно-західній частині Верховинського району. Село віддалене від райцентру на 16 км. До найближчої залізничної станції, яка розташована в смт Ворохта, 18 км.
До села Кривопілля належать два великих присілки: Волова і Стаїще. В свою чергу село поділяється на невеликі присілки (кути), а саме: Крива, Поля, Малий Ходак, Середній Ходак, Коротеньке, Малий Буков'єн, Великий Буков'єн, Дибрі, Перевал, Середній Грунь, Діл, Кізя, Чорний Потік, Роп'яник.
На сході й північному сході село межує з полонинами та лісовими угіддями Косівського району. З півночі та північного заходу — з Надвірнянським районом, на південному сході — з с. Ільці, на півдні — із с. Великий Ходак, а із західної сторони над селом простягаються скелясті прірви гори Костричі.
При північно-західній околиці села розташований Кривопільський перевал.
Селом протікають потоки Кривець та Росиш Великий, на яких розташовані водоспади Кривецький (2 м)  та Кривопільський (3 м) відповідно.

## Історія
12 червня 2020 року, відповідно до Розпорядження Кабінету Міністрів України  № 714-р «Про визначення адміністративних центрів та затвердження територій територіальних громад Івано-Франківської області», увійшло до складу Верховинської селищної громади.
19 липня 2020 року, в результаті адміністративно-територіальної реформи та ліквідації Верховинського району, село увійшло до складу новоутвореного Верховинського району.

## Пам'ятки
- На схід від села знаходиться заповідне урочище місцевого значення Чорний Потік.

## Населення
Згідно з переписом УРСР 1989 року чисельність наявного населення села становила 894 особи, з яких 399 чоловіків та 495 жінок.
За переписом населення України 2001 року в селі мешкало 957 осіб.

### Мова
Розподіл населення за рідною мовою за даними перепису 2001 року:
| Мова       | Кількість | Відсоток |
| ---------- | --------- | -------- |
| українська | 954       | 99.48%   |
| російська  | 5         | 0.52%    |
| Усього     | 959       | 100%     |

## Відомі люди

### Народилися
- Дмитро Ілюк (1908—1952) — Лицар Бронзового хреста бойової заслуги УПА;
- Василь Портяк (1952—2019) — український кінодраматург.
- Іван Рибарук (нар. 1966) — український священник, протоієрей, отець-митрат, письменник, редактор, ведучий.

### Померли
- Василь Хімчак (1923—1952) — організаційний референт Жаб’євського районного проводу ОУН, лицар Бронзового хреста бойової заслуги УПА.

## Заклади відпочинку
Гостинний двір «КАМ.ІН» [Архівовано 2 лютого 2017 у Wayback Machine.]
Приватна садиба «Гуцульська оселя» [Архівовано 2 лютого 2017 у Wayback Machine.]
Котедж «Потічок» [Архівовано 6 березня 2019 у Wayback Machine.]